# Хаттусили II
Хаттусили II (Хаттусилис) — царь Хеттского царства, правил приблизительно в 1420 — 1400 годах до н. э. Возможно, сын Арнуванды I.
Хаттусили II подчинил Киццуватну. Также Хаттусили II вновь восстановил власть хеттов над государством Ямхад (столица — Халап) в Сирии и заключил договоры с государствами Астата и Нухашше в Сирии.
Правил Хаттусили II, видимо, недолго.
Источники: «Договор с Тальми-Шаррумой»; «Хеттский царский список».